# Bafilo
Bafilo est une ville du Togo qui se situe dans la région de la Kara. En 2014, la ville comptait 25 351 habitants[réf. souhaitée].

## Histoire
Nichée aux pieds des monts Assoli, Bafilo se situe à une vingtaine de kilomètres au sud de Kara. Sa population multiethnique est à majorité musulmane. Elle regorge majoritairement les kabyè, kotokoli et peul. Un marché s'y tient chaque samedi. Bafilo est renommée par ses tissages traditionnels de pagnes et de vêtements en coton.

## Géographie
Limité au sud par une chaine de collines Bafilo dispose d'une mini savane au nord (quartier de bouladè). On trouve également dans la ville la cascade de Sara. Gérée par la société togolaise des eaux (TdE), cette cascade approvisionne la population en eau potable.